# Slalomeuropamästerskapen i kanotsport 2017

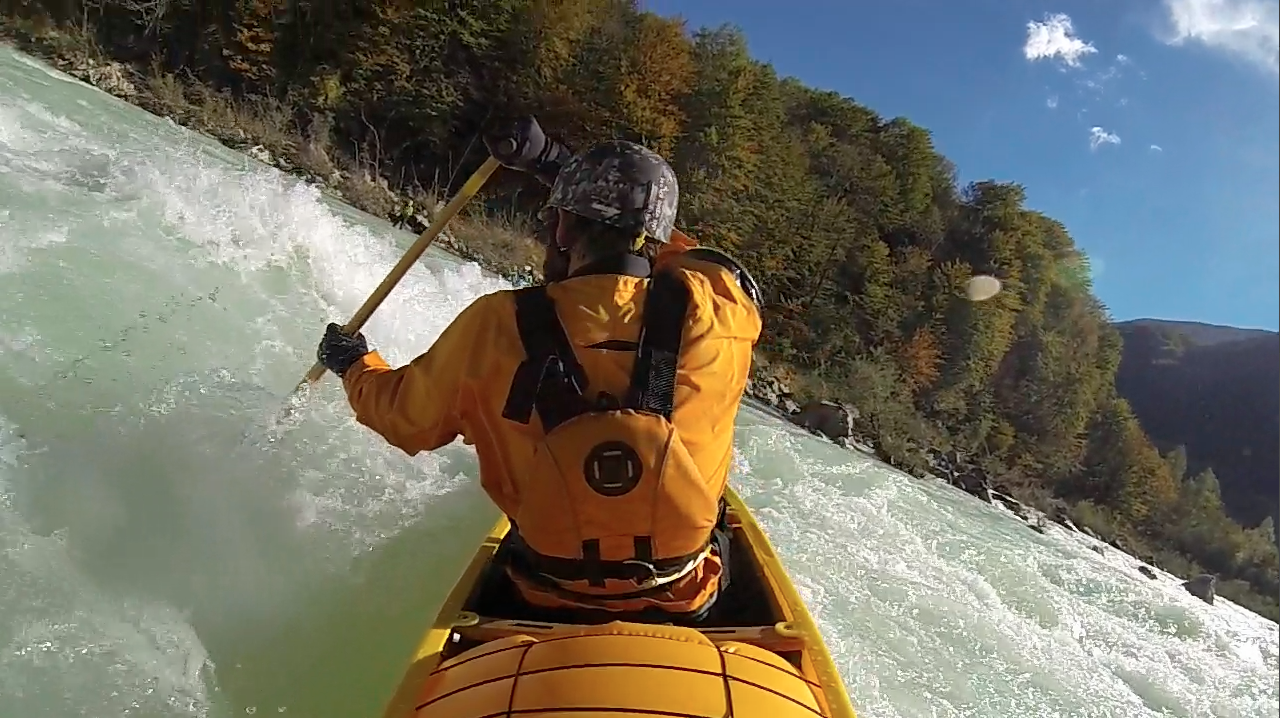

Slalomeuropamästerskapen i kanotsport 2017 anordnades den 31 maj-4 juni Tacen, Slovenien. 

## Medaljsummering

### Medaljtabell
| Pl.    | Nation         | Guld | Silver | Brons | Totalt |
| ------ | -------------- | ---- | ------ | ----- | ------ |
| 1      | Frankrike      | 2    | 1      | 2     | 5      |
| 2      | Storbritannien | 2    | 0      | 0     | 2      |
| 3      | Polen          | 1    | 3      | 1     | 5      |
| 4      | Tjeckien       | 1    | 1      | 4     | 6      |
| 5      | Tyskland       | 1    | 1      | 0     | 2      |
| 5      | Slovenien      | 1    | 1      | 0     | 2      |
| 7      | Slovakien      | 1    | 0      | 1     | 2      |
| 7      | Österrike      | 1    | 0      | 1     | 2      |
| 9      | Italien        | 0    | 1      | 1     | 2      |
| 10     | Schweiz        | 0    | 1      | 0     | 1      |
| 10     | Spanien        | 0    | 1      | 0     | 1      |
| Totalt | Totalt         | 10   | 10     | 10    | 30     |

### Herrar
| Gren    | Guld | Poäng  | Silver | Poäng  | Brons                                                                                          | Poäng  |
| C-1     | Alexander Slafkovský (SVK)                                                                              | 88,92  | Thomas Koechlin (SUI)                                                                                                 | 91,63  | Michal Martikán (SVK)                                                                          | 93,82  |
| C-1 lag | Tyskland Sideris Tasiadis Nico Bettge Franz Anton                                                       | 108,94 | Slovenien Benjamin Savšek Luka Božič Anže Berčič                                                                      | 111,13 | Italien Raffaello Ivaldi Roberto Colazingari Stefano Cipressi                                  | 112,98 |
| C-2     | Frankrike Pierre Picco Hugo Biso                                                                        | 98,22  | Polen Andrzej Brzeziński Filip Brzeziński                                                                             | 99,09  | Tjeckien Jonáš Kašpar Marek Šindler                                                            | 99,20  |
| C-2 lag | Frankrike Gauthier Klauss & Matthieu Péché Pierre Picco & Hugo Biso Nicolas Scianimanico & Hugo Cailhol | 120,44 | Polen Marcin Pochwała & Piotr Szczepański Andrzej Brzeziński & Filip Brzeziński Michał Wiercioch & Grzegorz Majerczak | 128,21 | Tjeckien Ondřej Karlovský & Jakub Jáně Jonáš Kašpar & Marek Šindler Tomáš Koplík & Jakub Vrzáň | 132,23 |
| K-1     | Mateusz Polaczyk (POL)                                                                                  | 83,06  | Dariusz Popiela (POL)                                                                                                 | 83,63  | Jiří Prskavec (CZE)                                                                            | 84,03  |
| K-1 lag | Tjeckien Jiří Prskavec Ondřej Tunka Vít Přindiš                                                         | 101,28 | Frankrike Mathieu Biazizzo Sébastien Combot Boris Neveu                                                               | 101,73 | Polen Mateusz Polaczyk Maciej Okręglak Dariusz Popiela                                         | 104,01 |

### Damer
| Gren    | Guld                                                          | Poäng  | Silver                                                    | Poäng  | Brons                                                    | Poäng  |
| C-1     | Kimberley Woods (GBR)                                         | 110,31 | Tereza Fišerová (CZE)                                     | 112,90 | Nadine Weratschnig (AUT)                                 | 116,19 |
| C-1 lag | Storbritannien Kimberley Woods Mallory Franklin Eilidh Gibson | 153,24 | Tyskland Andrea Herzog Lena Stöcklin Birgit Ohmayer       | 157,32 | Tjeckien Tereza Fišerová Monika Jančová Eva Říhová       | 158,48 |
| K-1     | Corinna Kuhnle (AUT)                                          | 95,37  | Stefanie Horn (ITA)                                       | 96,38  | Marie-Zélia Lafont (FRA)                                 | 96,94  |
| K-1 lag | Slovenien Urša Kragelj Eva Terčelj Ajda Novak                 | 122,60 | Spanien Irati Goikoetxea Maialen Chourraut Marta Martínez | 125,68 | Frankrike Lucie Baudu Marie-Zélia Lafont Camille Prigent | 129,39 |